# Шнейдерман, Эрик
Эрик Трэдд Шнейдерман (англ. Eric Tradd Schneiderman; род. 31 декабря 1954, Нью-Йорк) — американский юрист и политик, генеральный прокурор штата Нью-Йорк с 2010 по 2018. Член Демократической партии.
Проходил обучение в Амхерстском колледже (1977) и Гарвардской школе права (1982). Избирался в Сенат штата Нью-Йорк.

## Ссылка
- Официальный сайт (англ.)